# 藤直幹
藤 直幹（ふじ なおもと、1903年3月6日 - 1965年8月24日）は、日本の日本史学者。

## 経歴
徳島県徳島市に生まれる。松山高等学校を経て、1928年京都帝国大学文学部史学科卒業。1931年に同大学院を退学し、京都帝国大学文学部講師となる。1936年助教授。戦後は、1948年に大阪大学法文学部教授（1953年、文学部教授）となり、1958年には文学部長。
専門は日本中世史。「中世武家故実の研究」によって1948年に京都大学から文学博士の学位を授与される。

## 著書
- 『中世武家社会の構造』目黒書店、1944年
- 『天皇制の歴史的理論的解明』目黒書店、1946年
- 『中世文化研究』河原書店、1949年
- 『国史の真実性』丁子屋書店、1949年
- 『日本の武士道』創元社、1956年
- 『無事録』私家版、1966年（藤籌子発行）
- 『ゆかりの花ぐさ 直幹遺稿』私家版、1967年（藤籌子発行）
- 『武家時代の社会と精神』藤直幹博士追悼記念事業会編、創元社、1967年